# Medalha de Montevideu
A Medalha de Montevideu foi uma distinção militar criada por João VI de Portugal, através de três decretos, em 25 de Julho e 11 de Agosto de 1824. Esta condecoração foi criada para homenagear os Voluntários Reais d' El-Rei que estiveram envolvidos na tomada de Montevideu em 1822 e 1823.

## A Medalha

### Primeiro Decreto: 25 de Julho de 1824
O primeiro decreto de 25 de Julho de 1824 estabelecia uma condecoração a ser dada a todos aqueles que fizeram parte da Divisão de Voluntários e que regressaram a Portugal.
Os Oficiais e Civis (com graduação de Oficiais Militares), deveriam usar uma cruz de ouro com fivela lisa,, também de ouro, do lado direito do peito, pendente de uma fita azul clara com contorno escarlate, e outra azul ferrete. A cruz tinha a efígie do rei de um dos lados, com as palavras "VOLUNTÁRIOS REAES D'ElREI" a cercar a imagem, e estava dentro de uma coroa de louros; do outro lado da cruz, estava a inscrição "MONTE-VIDEU, 1822 e 1823". Os Oficiais Inferiores, Praças e Civis (sem graduação), tinham direito à cruz mas em metal branco.

### Segundo Decreto: 25 de Julho de 1824
O primeiro decreto de 25 de Julho de 1824 estabelecia uma condecoração a ser dada a todos aqueles que fizeram parte da Divisão de Voluntários mas que, por alguma razão, saíram da mesma antes da conquista.
Os Oficiais e Civis (com graduação de Oficiais Militares), deveriam usar uma estrela de ouro com fivela, também de ouro, do lado direito do peito, pendente de uma fita azul clara com contorno escarlate, e outra azul ferrete. A cruz tinha a efígie do rei de um dos lados, com as palavras "VOLUNTÁRIOS REAES D'ElREI" a cercar a imagem, e estava dentro de uma coroa de louros; do outro lado da cruz, estava a inscrição "MONTE-VIDEU". Os Oficiais Inferiores, Praças e Civis (sem graduação), tinham direito à cruz mas em metal branco.

### Terceiro Decreto: 25 de Julho de 1824
O terceiro decreto altera o primeiro no que respeita à fivela: D. João VI, querendo aumentar o valor da condecoração, substitui a fivela por um passador de ouro para os Oficiais, e de prata para os Oficiais Inferiores e Praças; acrescenta-lhe a inscrição "FIDELIDADE, VALOR, E CONSTÂNCIA".